# Староцурухайтуй 1-й
Староцурухайту́й 1-й (рос. Староцурухайтуй 1-й) — село у складі Приаргунського округу Забайкальського краю, Росія.

## Історія
Село Староцурухайтуй 2-й утворено 2013 року шляхом виділення зі складу села Староцурухайтуй. 2018 року село перейменовано в сучасну назву.